# 和田智行
和田 智行（わだ ともゆき、1977年1月 - ）は、福島県南相馬市小高区在住の実業家、コンサルタント、インキュベーター。株式会社小高ワーカーズベース代表取締役。
一般社団法人パイオニズム代表理事、アトリエiriser代表。東日本大地震と東京電力原子力災害事故により住民が0となった南相馬市小高区に住民が戻るよう事業の創出に取り組む。南相馬市小高区を中心に、多くの地域で和田のメンティーたちが新規事業を立ち上げている。

## 来歴
福島県立原町高等学校卒業、中央大学経済学部卒業、グロービス経営大学院修了。

### 2011年3月11日以前

#### 生い立ち
小高町（現在の南相馬市小高区）に生まれる。実家は小高町での主幹産業であった織物業を営んでいた。福島県立原町高等学校を卒業後に中央大学へ進学。

#### 青年時代/エンジニア時代
2005年に東京でITベンチャー企業を立ち上げ役員を務めており、仕事は地元の南相馬市小高区からテレワークで行っていた。

### 2011年3月11日以降

#### インキュベーター時代/小高ワーカーズベース設立
2011年、東日本大震災に伴う福島第一原子力発電所事故の影響で自宅が警戒区域に指定され、小高区から避難し、2012年にはITベンチャー企業を退職。会津若松市にて避難生活を送りながら同市に新設されたインキュベーションセンター勤務を経て、会津若松市内にて多くの企業経営に携わる。そのときにインキュベーターの資格を取得する。日中の活動が認められた2014年5月には小高区に戻り「小高ワーカーズベース」を設立した。
小高ワーカーズベースは、和田が原発事故後に感じた「大きな企業に依存せず自立した地域をつくらなくてはいけない」という想いのもと「地域の100の課題から100のビジネスを創出する」というミッションを掲げ、常磐線小高駅付近にWiFiを設置したコワーキングスペースを立ち上げたほか、2014年12月には食堂「おだかのひるごはん」を、2015年9月には食品や日用品を取り扱う小売店「東町エンガワ商店」をオープンしている。さらに若者への仕事の提供のため、ガラス工房「HARIOランプワークファクトリー小高」を設立し、ガラスアクセサリーの製造や販売を行っている。一連の活動が評価され、小高ワーカーズベースは「ふくしまベンチャーアワード2015」特別賞や復興庁「新しい東北」復興・創生顕彰 団体部門を受賞している。
2017年に地域リソースの発掘や起業家の募集を目的とした「NextCommonsLab南相馬」（以下「NCL南相馬」）を立ち上げ、「予測不可能な未来を楽しもう」をスローガンに小高区の新生に取り組んでいる。NCL南相馬では、「なりわいの種」と呼ぶ地域課題の解決と商売を両立させる持続可能なビジネスプロジェクトとして、ローカルSEプロジェクト（先端技術）、CommunityBreweryプロジェクト（醸造）など8つのプロジェクトを立ち上げ、それらを事業化する起業家を誘致している。。これらの事業は和田を中心に南相馬市が協働で人材の確保や組織形成を行なっている。

#### 小高パイオニアヴィレッジ設立
さらに2019年3月には、小高ワーカーズベースの事業として、簡易宿所付コワーキングスペース「小高パイオニアヴィレッジ」を竣工した。日本財団の助成とクラウドファンディングによる支援にて資金調達が行われ、和田が東京藝術大学准教授の藤村龍至とともに設計を行った。ここはNCL南相馬の拠点となるとともに、起業家のコミュニティの場としても運営されており、時間とともに変わる小高の課題や可能性に合わせて、機能を固定しないことをコンセプトに設計されている。2019年度のグッドデザイン賞を受賞している。
和田主導のもと2021年より小高区をフィールドに20代以下を対象とした人材育成・事業創出を目的とした「Next Action→ Social Academia Project」を開始した。
2021年に開催された第17回「グロービズ アルムナイ・アワード」ソーシャル部門にて世界初の受賞を果たす。

## 人物像
大学時代はオーケストラ部に所属。楽器はトランペットであった。
趣味はアウトドア。
エンジニア時代はGREEやモバゲーなどのソーシャルゲーム開発に携わっていた。
アメリカオレゴン州ポートランドで多様なコミュニティがお金を払って消費することを楽しむ社会ではなく、クリエイティブに何かを生み出すことを楽しんでいるのを見た事が事業のきっかけとなっている。
小高で事業を行うことに「小高には、タイムマシンで10年先に行かなければできないような課題が転がっており、それを解決する新しい手段を見つけられたら、日本の未来の課題解決にもつながるかもしれない。いまだからこそビジネスの芽がある」と述べている。